# Palácio de Dom Manuel
O Palácio de Dom Manuel, outrora conhecido por Paço Real de S. Francisco e Paço Real de Évora, sito na União das Freguesias de Évora (São Mamede, Sé, São Pedro e Santo Antão), em Évora, Portugal, foi mandado construir por D. Afonso V, que desejava ter na cidade um paço real fora do castelo para se instalar, tendo sido ampliado pelos monarcas que lhe sucederam.
O paço, para além de ter sido uma das maiores obras arquitetónicas do país, teve também uma enorme importância histórica, pois foi nele que Vasco da Gama foi investido no comando da esquadra da Descoberta do caminho marítimo para a Índia e foi também no palácio que Gil Vicente representou seis dos seus autos, dedicados às rainhas D. Maria de Castela e D. Catarina de Áustria.
O edifício enquadrava-se, então, num complexo que englobava o Convento de São Francisco, a Igreja de S. Francisco e o Paço Real. O que resta do Paço Real está classificado como Monumento Nacional desde 1910.

## História
O Paço foi habitado por vários monarcas portugueses, entre os quais D. Manuel I, D. João III, D. Sebastião e Filipe III. O declínio do conjunto teve início a partir de 1616, quando este último rei cedeu aos frades franciscanos do convento anexo uma série de dependências e terrenos do paço, adaptadas a dormitórios, e perdeu-se definitivamente, a partir de 1834, com a extinção das ordens religiosas, com a instalação em parte do edifício de algumas instâncias oficiais eborenses, a destruição de uma larga zona para instalação do Mercado Municipal, tendo por fim todo o conjunto sido vendido e destruído.

## Descrição
O paço era, segundo crónicas da altura, um dos edifícios mais notáveis do reino, tendo como principais construções o claustro da renascença, a Sala da Rainha, o refeitório e a biblioteca régia, sendo esta uma das primeiras do país.
Atualmente, o que resta do palácio é apenas a Galeria das Damas, representante exímia do estilo manuelino, mas com traços da renascença e que sobreviveu devido à sua utilização para Trem Militar. Esta compõe-se de um piso térreo, de planta rectangular, onde subsiste a Galeria, um pavilhão fechado e o alpendre. No piso superior existem dois salões e um vestíbulo de estilo mourisco. Do lado de fora existe o torreão, este é constituído por dois andares e terminando num pináculo hexagonal com uma porta manuelina.

## Obras de reabilitação em 2021
Em 2021, abriu requalificado num investimento de 1,3 milhões de euros. O edifício passa a contar com uma nova porta para a rua e a acolher um centro interpretativo.
Com a intervenção o edifício ganhou uma abertura para a Praça 1.º de Maio, o que permite estabelecer uma ligação a um espaço por onde passam centenas de milhares de turistas. O centro interpretativo da cidade contempla uma zona de exposição permanente, uma sala de exposições temporárias e uma outra de conferências.
As obras incluíram ainda a instalação de uma plataforma elevatória para as pessoas com mobilidade reduzida, novas instalações sanitárias, climatização, insonorização da sala de conferências e novos sistemas de luminotecnia.